# Schineria majae
Schineria majae är en tvåvingeart som beskrevs av Zimin 1947. Schineria majae ingår i släktet Schineria och familjen parasitflugor. Inga underarter finns listade i Catalogue of Life.